# 斯坦利·霍耶
斯特尼·汉密尔顿·霍耶（英語：Steny Hamilton Hoyer，1939年6月14日—），美国政治人物，民主黨籍的聯邦眾議員，曾任眾議院多數黨領袖，即眾議院民主黨的第二號人物。

## 簡介
自1981年起出任馬里蘭州第五國會選區的代表。2003-2007及2011-2019年為眾議院少數黨黨鞭，自2003年一直為僅次于南希·佩洛西為眾議院民主黨第二號人物。2006年11月16日，民主黨勝出美國中期選舉，取回國會參眾兩院的控制權之後，他在眾議院民主黨黨團會議中以149票比86票擊敗了來自賓夕法尼亞州的約翰·穆爾沙當選為眾議院多數黨領袖。2018年民主黨在眾議院選舉奪回眾議院控制權後，霍耶第二度出任多數黨領袖，亦是民主黨內最資深的眾議員。

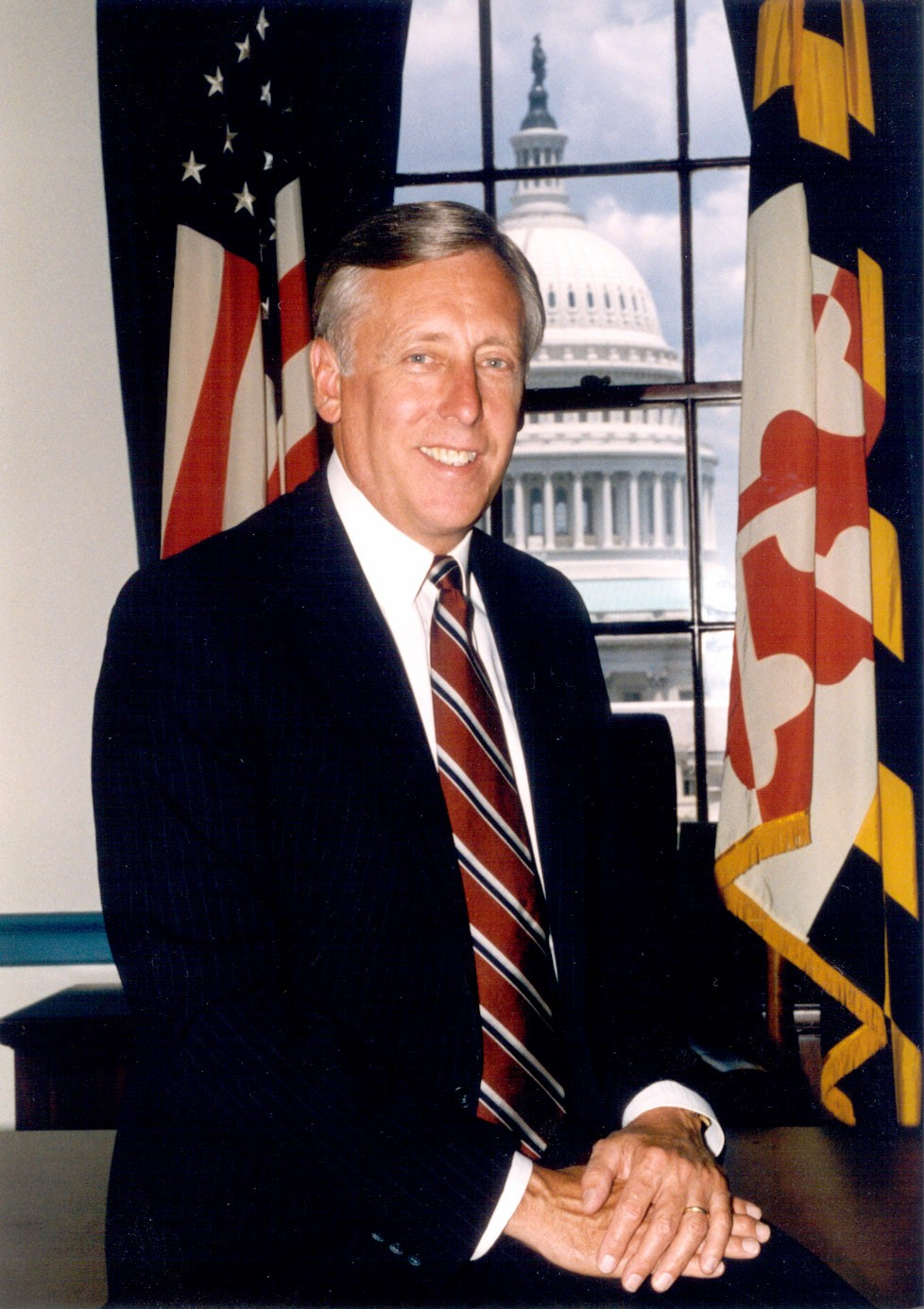
斯特尼·霍耶于2007年作為眾議院多數黨領袖

## 外部連結
- 斯特尼·霍耶個人簡歷 (2006年10月)
- 斯特尼·霍耶在互联网电影资料库（IMDb）上的資料（英文）